# Дебилы, блядь! (фраза Лаврова)

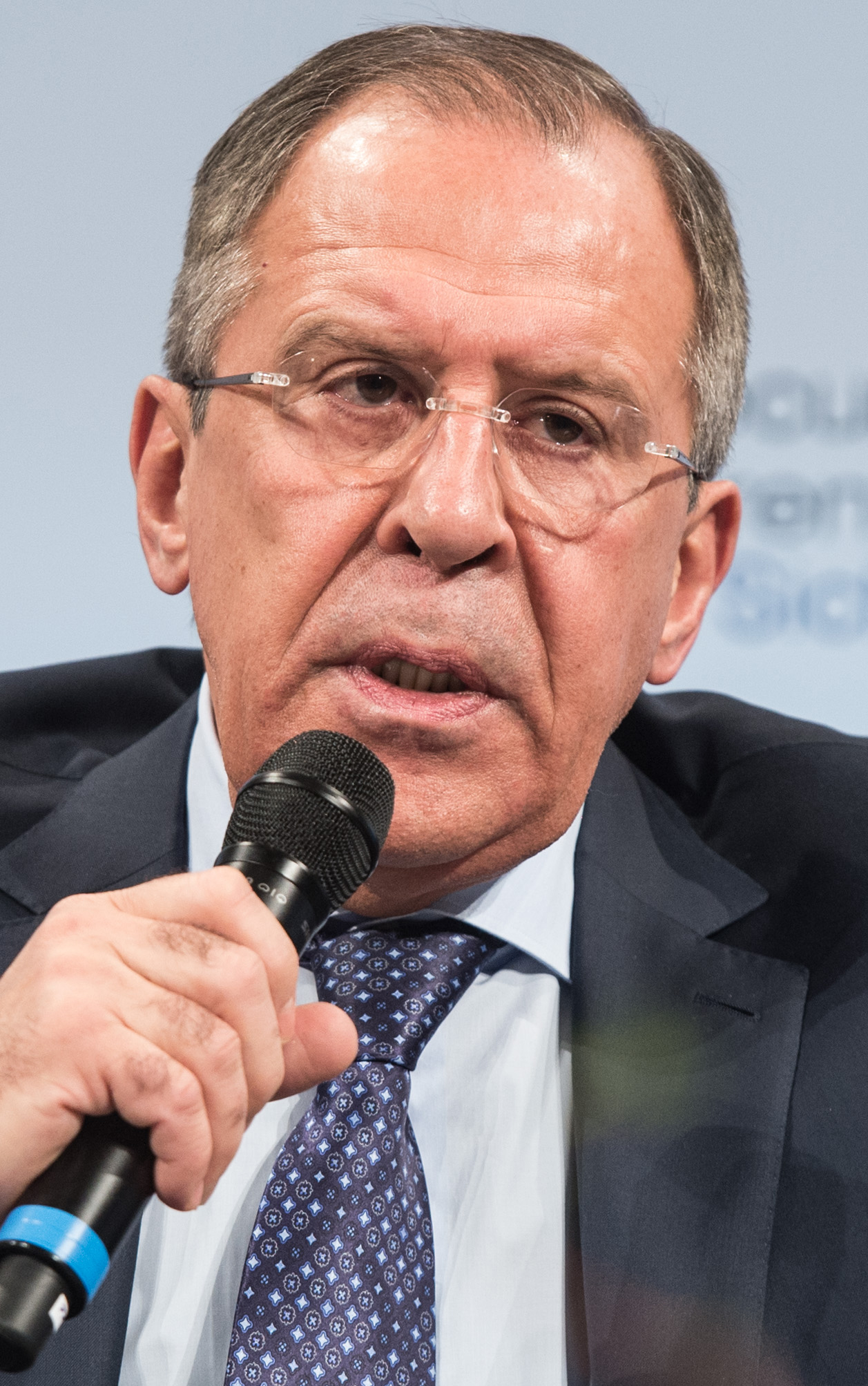
Сергей Лавров в 2015 году

«Дебилы, блядь!» — фраза, произнесённая Министром иностранных дел Российской Федерации Сергеем Лавровым 11 августа 2015 года в ходе пресс-конференции с министром иностранных дел Саудовской Аравии Аделем аль-Джубейром и затем получившая широкое освещение в средствах массовой коммуникации (СМК), ставшая в дальнейшем крылатой фразой и мемом.

## Обстоятельства произнесения фразы
Глава Министерства иностранных дел РФ Сергей Лавров во время пресс-конференции 11 августа 2015 года с министром иностранных дел Саудовской Аравии Аделем аль-Джубейром в момент, когда синхронист переводил его слова на арабский, тихо, но разборчиво сказал в микрофон «дебилы…», добавив нецензурное слово.
Журналисты заметили и обратили внимание на нестандартное высказывание только на следующий день, 12 августа. На размещённой в интернете записи слышно, как российский министр в момент, когда синхронист переводит его речь на арабский, тихо произносит «дебилы…» и добавляет нецензурное слово.
В размещённой записи было не понятно, кому адресовалось это высказывание, но минутой позже Лавров сделал замечание сидящим в зале людям: «Мы вам не мешаем?».

## Дискуссия в СМИ о причинах произнесения
Газета «Коммерсантъ» выдвинула две версии, почему Лавров «разборчиво сказал в микрофон „дебилы“, добавив нецензурное слово», подчеркивая, что реплика не относилась к саудовскому министру. Издание пишет, что за минуту до того, как прозвучала «нецензурная фраза», Лавров достал из кармана телефон и читал смс-сообщение. Вторая версия Коммерсанта связана с поведением фотографов: за несколько секунд до слова «дебилы» Лавров «как раз поправлял очки и тер лоб, а фотокоры принялись его снимать» — пишет издание. Автор публикации Елена Черненко пишет: «можно предположить, что столь эмоциональной была его реакция на текст сообщения» и «известно, что Сергей Лавров очень не любит навязчивых фотокорреспондентов, которые пытаются подловить его в не самые „фотогеничные моменты“»:134.
Если «Коммерсантъ» заретушировал бранное слово многоточием, то «Лента.ру» в заголовке об этой новости Лавров объяснил свое знаменитое «Дебилы, *****», обозначила его графонами. Это издание отметило, что главе МИД России не первый раз приписывают нецензурные выражения. РБК обыграла в заголовке медиатекста «МИД прокомментировал прозвучавшее из уст Лаврова слово „дебилы“» столкновение традиционно-поэтического высокого «уста» с низким, бранным «дебилы»:136.
Телеканал 360° указал на то, что существует две версии: по одной, министр разозлился на фотографов в помещении. По другой, Лавров был расстроен сообщением, которое он получил перед тем, как выругаться в камеру.
Анализ исследователями заголовков новостных медиатекстов показывает динамику общественного интереса к реплике Лаврова: от основного события «выругался», как «действия актора», к объяснению причин произошедшего. После того, как полная версия пресс-конференции глав МИД России и Саудовской Аравии была выложена на Youtube, это событие начали комментировать политики, журналисты и их целевые аудитории, пользователи социальных сетей. В комментариях высказывались разные мнения, но в целом коммуникативное поведение министра серьёзному осуждению со стороны российской аудитории не подвергалось. Лавров за нарушение правил публичного поведения в этом эпизоде не извинялся:136.
31 мая 2016 года Лавров в интервью корреспондентам «Комсомольской правды» на вопрос о фразе про дебилов сообщил «Я не выходил из себя… Извините, ну не я один попадаю в ситуацию, когда микрофон оказывается не выключен».
Сетевое издание Meduza отметило, что 9 декабря 2016 года в Гамбурге на встрече Совета министров иностранных дел ОБСЕ Лавров, проходя по коридору, обратился к оператору информагентства Reuters со словами: «What do you want?» («Чего вы хотите?»). Сразу после этого министр добавил: «дебилы».

## Лингвистический анализ
Доктор филологических наук Елена Лукашевич, анализируя реплику Лаврова о дебилах, пишет, что в «Большом толковом словаре русского языка» переносное значение слова «дебил» определяется как признак тупого, несообразительного человека и сопровождается пометкой «бранное», соответственно, имеет прямое отношение к инвективной лексике. Учёный в анализе реплики намеренно не останавливается на анализе второго слова, потому что версии СМИ относительно его употребления расходятся («выругался», «выругался матом»):135.
При этом, безотносительно к значительности мотивов речевого поведения Лаврова («эмоциональность реакции на полученное сообщение, нелюбовь к
навязчивым фотокорреспондентам» и т. д.), его вербальное и невербальное коммуникативное поведение в данной официальной ситуации дипломатического протокола может быть признано как несоответствующее профессиональной этике, а при необходимости также интерпретировано как «по меньшей мере вызывающее по отношению к делегации Саудовской Аравии»:135.
Фразой Лаврова, ставшей мемом, впоследствии стали обозначать человека или какую-то группу лиц, совершающих или говорящих глупости:79.
Фраза переводится на английский как «fuckin' morons».

## В обществе
Поэт Дмитрий Быков в августе 2015 года по поводу реплики Лаврова написал стихотворение.
Интернет-мем «Дебилы» был трансформирован и взят за основу названия рубрики «ДебилыБл**Продакшн» телепередачи «Международная пилорама», в которой её авторы представляют зрителю «что-то глупое, сделанное героями рубрики». Создатели программы также синтезировали интернет-мемы «Дебилы» и «Хайли лайкли», обыграв их в лозунге «Кто к нам с „хайли лайкли“ придет, тот от „дебилы, бл***“ и погибнет». Исследователь С. Е. Шишкина пишет, что «это противопоставление узнаваемых фраз демонстрирует борьбу двух политиков: с „хайли лайкли“ пришли, то есть Тереза Мэй нападает на граждан РФ с обвинением в убийстве Скрипалей, а ей противостоит Сергей Лавров, который, по мнению создателей программы, должен одержать победу»:78-79.
Пресс-секретарь Президента России Дмитрий Песков, отвечая в декабре 2016 года на вопрос ведущего программы «Международная пилорама» Тиграна Кеосаяна «Как бы вы перевели на ваш язык знаменитую фразу Лаврова „Дебилы, …“», ответил: «Конечно, я бы сказал „Козлы, нахуй!“»:62.
Крымскотатарский общественный деятель Украины Рефат Чубаров в 2020 году на обвинения Следственного комитета РФ его как главы запрещённого в России Меджлиса крымскотатарского народа отреагировал фразой Лаврова «Дебилы».